# Étude-Tableaux Op. 39 Nr. 5
Die Konzertetüde Op. 39 Nr. 5 in es-Moll wurde zwischen 1916 und 1917 vom russischen Pianisten und Komponisten Sergej Rachmaninoff komponiert. Sie ist das fünfte von neun Werken in Rachmaninoffs zweiter Sammlung von Etüden, den Études-Tableaux Op. 39 und gilt als eines der letzten signifikanten Stücke Rachmaninoffs vor seinem Exil 1917. Die erste komplette Aufführung durch Rachmaninoff fand am 21. Februar 1917 statt.

## Entstehungsgeschichte des Werkes
Dem Schaffensprozess von op. 39 gehen einige persönliche Verluste Rachmaninoffs voraus. Zuerst verliert Rachmaninoff seinen guten Freund Alexander Scriabin, der am 14. April 1915 an einer Blutvergiftung stirbt. Zwei Monate darauf stirbt sein ehemaliger Professor Sergei Taneyev an einem Herzinfarkt, nachdem er sich eine Lungenentzündung auf Scriabins Beerdigung zugezogen hatte und 1916 stirbt Rachmaninoffs Vater an einem Herzinfarkt. Die Todesfälle und die Auswirkungen des Ersten Weltkrieges haben starken Einfluss auf Rachmaninoff und nähren seine tiefe Angst vor dem Tod. Dies ist an vielen Stellen des op. 39 zu hören. Die Musik klingt hier düster und sehr ernst.

## Analyse
Die Etüde Nr. 5 ist die längste der 9 Etüden. Sie ist sowohl spieltechnisch als auch musikalisch sehr herausfordernd. Die Vortragsbezeichnung des Werkes lautet apassionato (zu Deutsch: „leidenschaftlich“, „begeistert“). Besonders charakteristisch ist die dichte Textur mit ihren langen Melodieführungen und Phrasierungen. Der formale Aufbau entspricht der dreiteiligen Liedform A-B-A. Bei genauerer Betrachtung lässt sich der Aufbau der Etüde mit den charakteristischen Merkmalen einer Sonatensatzform beschreiben.
Die Exposition beginnt in Takt 1 und endet in Takt 33. Die Durchführung schließt im selben Takt daran an und wird in Takt 53 von der Reprise abgelöst. Takt 73 bis zum Ende lassen sich als Coda beschreiben. In der Exposition werden zwei unterschiedliche Themen eingeführt: Thema A, das sich in Motiv 1 (Takt 1 + 2) und Motiv 2 (Takt 2–5) unterteilen lässt, wird in den ersten 5 Takten der Etüde vorgestellt. Das Thema erklingt mit der Vortragsbezeichnung molto marcato (zu Deutsch: „besonders hervorgehoben“) als lyrische Melodie von triolischen Akkorden begleitet.
In Takt 12 wird Thema A in der Melodiestimme eins zu eins wiederholt. Die Begleitung entwickelt sich, durch den Akkord Des7 in Takt 12 chromatisch und diatonisch weiter. Dies führt zu einer sequenziellen Entfernung von der Ausgangstonart weg und mündet in einem ersten Höhepunkt in Takt 22.
Das zweite Thema „Thema B“ wird in Takt 26 eingeführt. Dieses lässt sich ebenfalls in zwei kleinere Einheiten unterteilen: Motiv 1 (Takt 26 + 27) und Motiv 2 (Takt 28 + 29). Eine Besonderheit ist die kontrapunktische Verarbeitung des zweiten Motivs in Takt 28. Es erklingen zwei eigenständige Melodien gleichzeitig. Im Gegensatz zum ersten Thema ist das zweite weniger markant.
In Takt 33 beginnt die Durchführung. Hier findet eine harmonische Entwicklung im lydischen Modus statt: von B-Dur (Ende der Exposition z. B. Takt 26), über C-Dur (Takt 33), bis D-Dur (Takt 35) und letztlich nach E-Dur (Takt 37). Im Anschluss daran werden die beiden Themen motivisch verarbeitet. Auffällig ist die vertikale Zusammenführung des ersten Motivs von Thema A mit dem zweiten Motiv von Thema B ab Takt 41.
In Takt 46 erreicht das Werk einen zweiten Höhepunkt. Zu Beginn der Reprise wird das erste Thema wiederholt, mit der Besonderheit, dass die Melodiestimme in der linken Hand erklingt. Im Akkordmuster der rechten Hand lässt sich darüber hinaus eine Referenz zum Dies Irae finden.
In Takt 60 wird der Hauptklimax erreicht an den eine Überleitung in die abschließende Coda anknüpft. Der ausklingende Schlussteil beginnt mit einer Variation des zweiten Themas. Auffällig ist, dass die Tonart bis zum Schluss in Es-Moll und Es-Dur bleibt, mit Ausnahme der zwei überraschenden Akkorde Des-Moll6 mit Terz im Bass in Takt 78 und Des-Dur7/9 in Takt 80.

## Wiederkehrende Motive
Ein wiederkehrendes Motiv, welches sich durch alle neun Stücke in op 39 zieht, ist das „Dies irae“- Motiv, wobei meist nur die ersten vier Noten referiert werden. Dabei handelt es sich wohl oft um eine unbewusste Referenz. Ein anderes Motiv stellen die Kirchenglocken dar. Rachmaninoffs Großmutter nahm ihn oft mit in die Kirche und er selbst sagt, dass es sich bei dem Motiv um eine Kindheitserinnerung handelt. Die vier Glockentöne der St. Sophia Kathedrale in Novgorod verbindet er mit Tränen. Dieses, und das „Dies irae“-Thema sind miteinander verbunden und es wird spekuliert, dass die vier Töne der Glocken und die 4 Anfangstöne des „Dies irae“-Motivs korrespondieren.

## Rezeption
Die ersten Hörer des Werkes bemerken, dass Rachmaninoff mit den Etudes Tableaux op.39 die technischen und klanglichen Grenzen des Flügels erreicht. Die Ausdrucksmöglichkeiten des Klaviers scheinen für Rachmaninoff erreicht. Dies zeigt sich besonders in der Rhythmusfähigkeit des Instruments, welches bei dem Werk die mechanischen Grenzen erreicht. Ebenfalls wird Rachmaninoffs Entwicklung als Grenzgang angesehen. Er befindet sich auf einem Scheideweg zwischen Schöpfen aus dem russischen Kulturgut und dem Betreten musikalischen Neulands. Dabei scheint er seine Originalität zu verlassen und nach Neuem zu suchen. Das Potential Rachmaninoffs scheint noch nicht vollkommen ausgenutzt.
Der russische Klaviervirtuose Vladimir Horrowitz spielte die Konzertetüde Op. 39 N r. 5 in es-Moll häufig in seinen Konzerten, oft auch als Zugabe. Ihm wurde ein Hang zur Melancholie und Dramatik nachgesagt, musikalische Attribute die in dieser Etüde besonders zum Ausdruck kommen.